# Lepthyphantes nigridorsus
Lepthyphantes nigridorsus este o specie de păianjeni din genul Lepthyphantes, familia Linyphiidae, descrisă de Caporiacco, 1935. Conform Catalogue of Life specia Lepthyphantes nigridorsus nu are subspecii cunoscute.